# Horní Hrachovice
Horní Hrachovice (německy Ober Hrachowitz) jsou malá vesnice, část obce Dolní Hrachovice v okrese Tábor v Jihočeském kraji. Nachází se asi půl kilolmetru východně od Dolních Hrachovic. Je zde evidováno 15 adres. V roce 2011 zde trvale žilo 23 obyvatel.
Horní Hrachovice jsou také název katastrálního území o rozloze 3,1 km². V katastrálním území Horní Hrachovice leží i Dolní Hrachovice.

## Historie
První písemná zmínka o vesnici pochází z roku 1373.

## Obyvatelstvo
| Rok            | 1869 | 1880 | 1890 | 1900 | 1910 | 1921 | 1930 | 1950 | 1961 | 1970 | 1980 | 1991 | 2001 | 2011 | 2021 |
| -------------- | ---- | ---- | ---- | ---- | ---- | ---- | ---- | ---- | ---- | ---- | ---- | ---- | ---- | ---- | ---- |
| Počet obyvatel | 121  | 114  | 95   | 109  | 122  | 95   | 78   | 59   | 46   | 45   | 27   | 20   | 21   | 23   | 28   |
| Počet domů     | 17   | 14   | 17   | 17   | 16   | 16   | 15   | 16   | 12   | 12   | 8    | 12   | 13   | 14   | 14   |

## Obecní správa
Při sčítání lidu v letech 1850–1920 Horní Hrachovice byly osadou obce Pohnání v okrese Tábor. V letech 1921–1971 byly osadou obce Pohnánec v okrese Tábor. Od 26. listopadu 1971 do 31. prosince 1991 byly znovu částí obce Pohnání v okrese Tábor, kdy se konaly obecní volby. Od 1. ledna 1992 jsou částí obce Dolní Hrachovice v okrese Tábor.

## Galerie

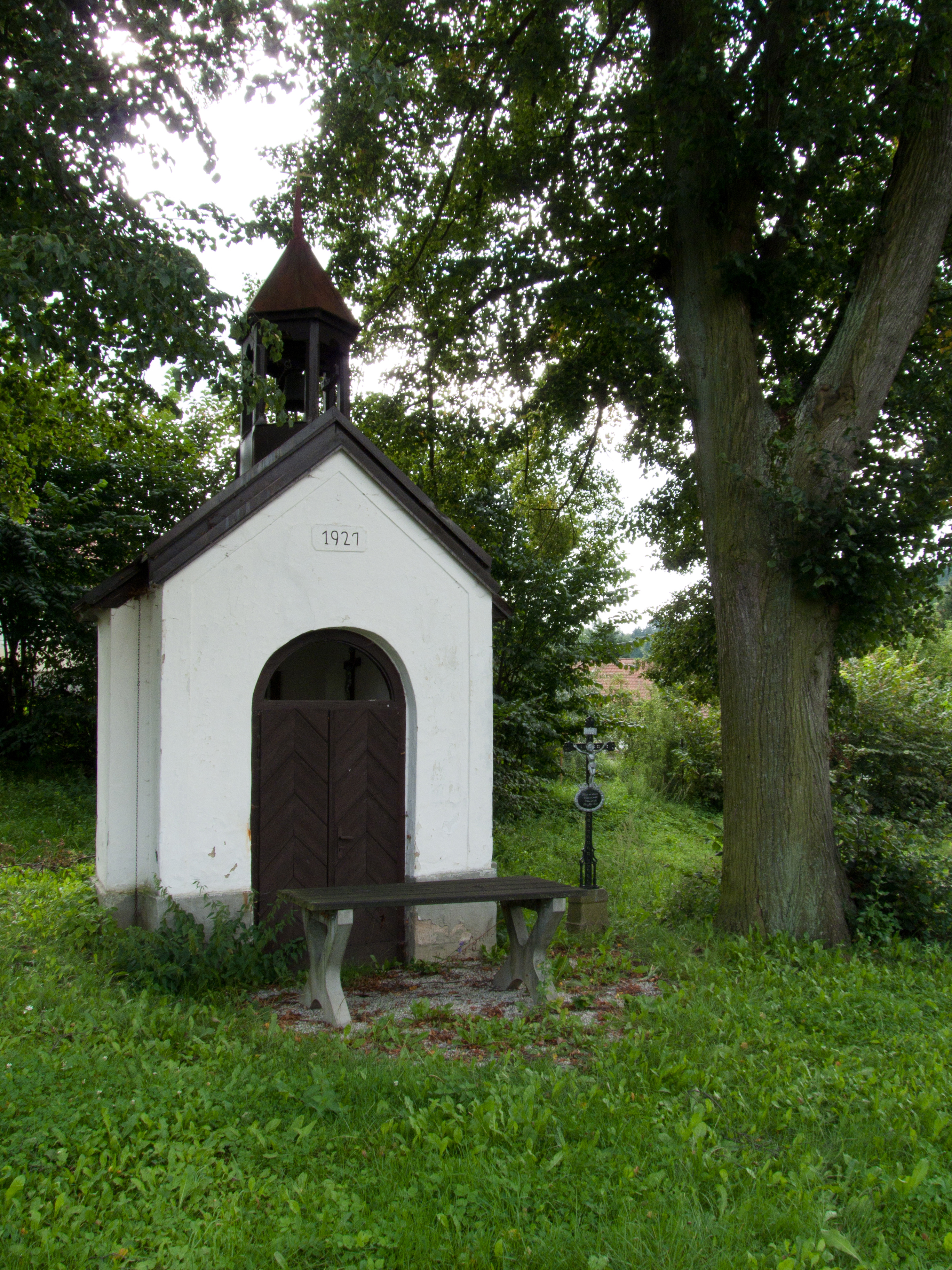
Kaplička
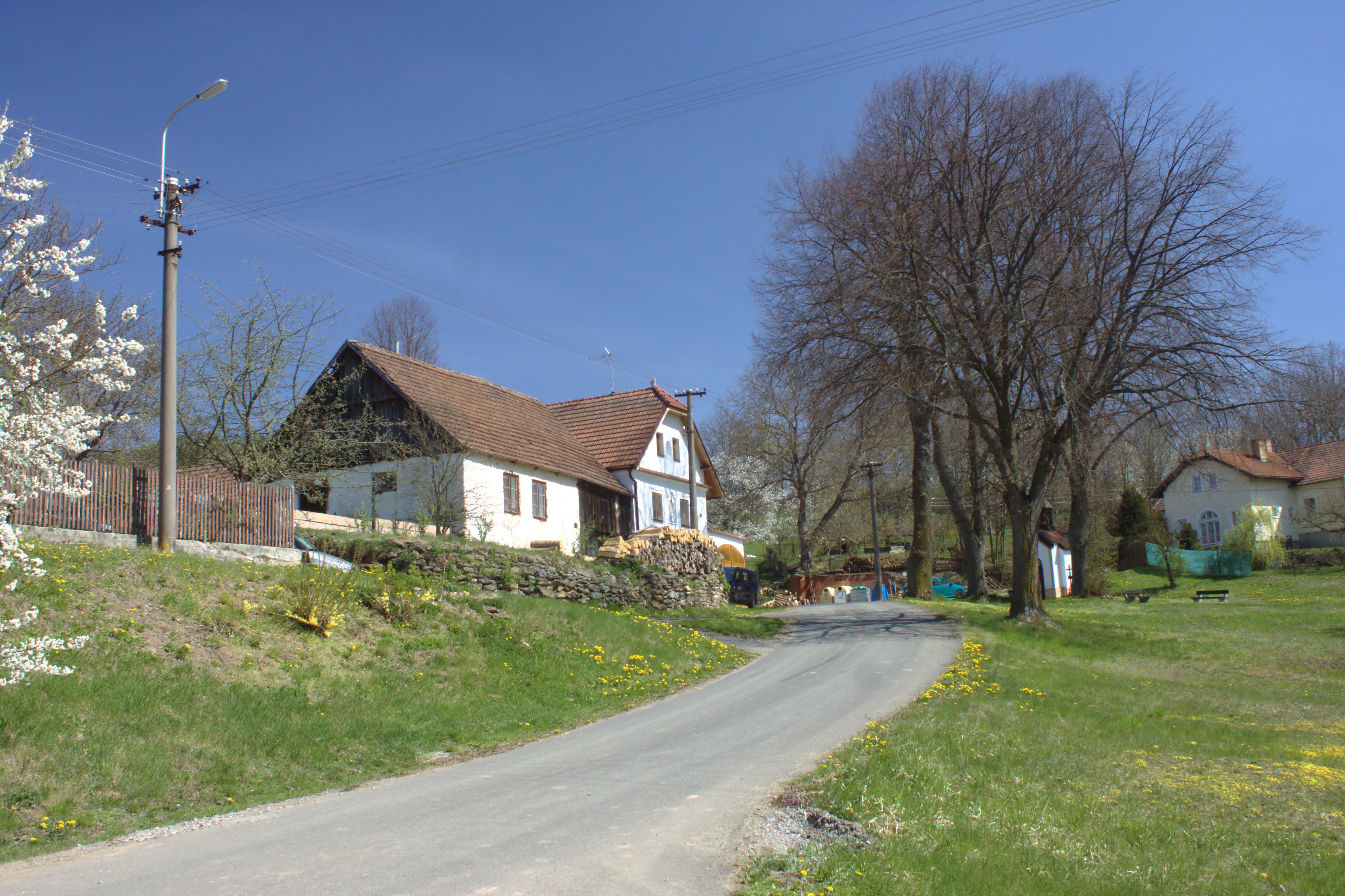
Domy
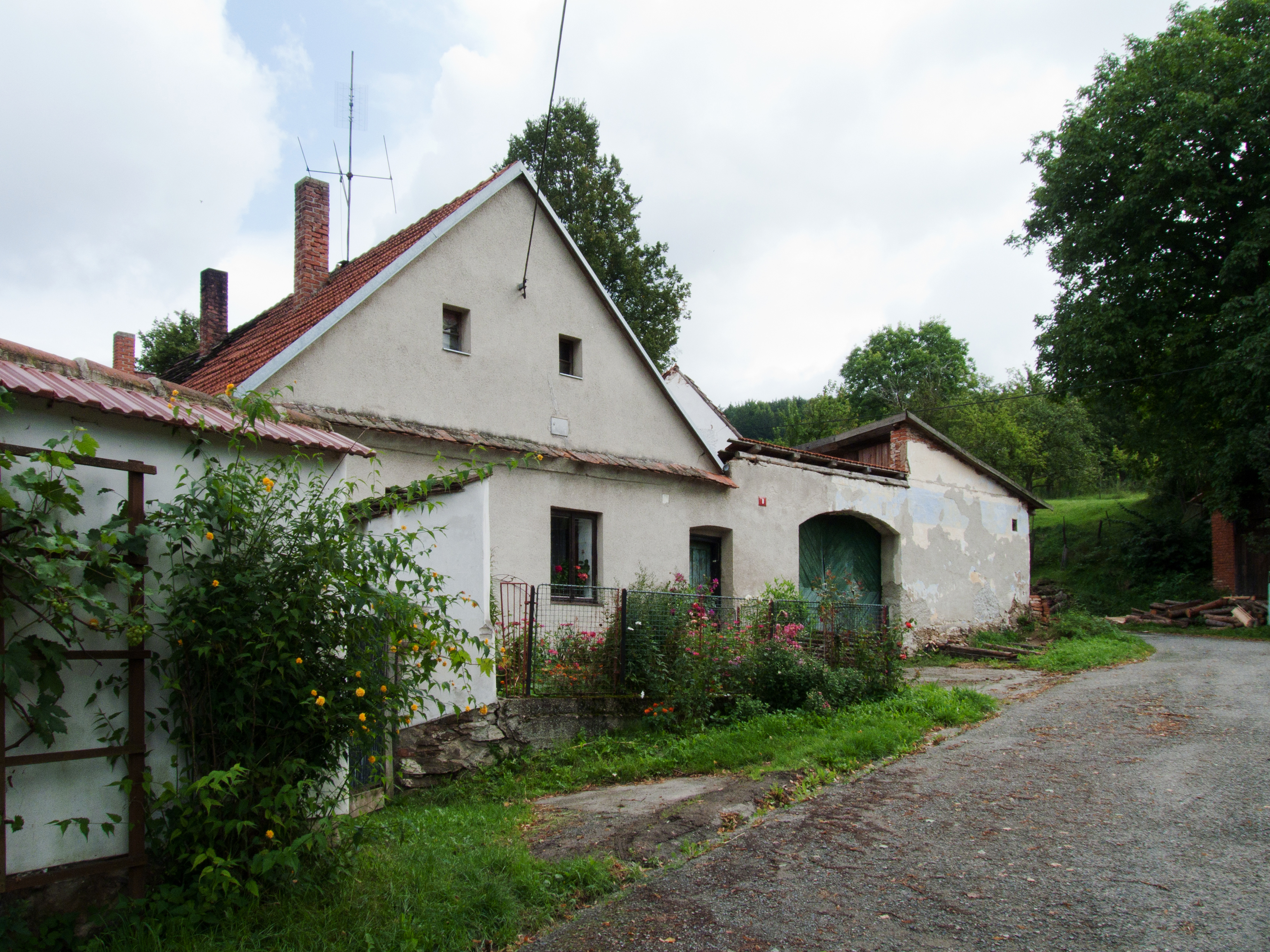
Chalupa čp. 8
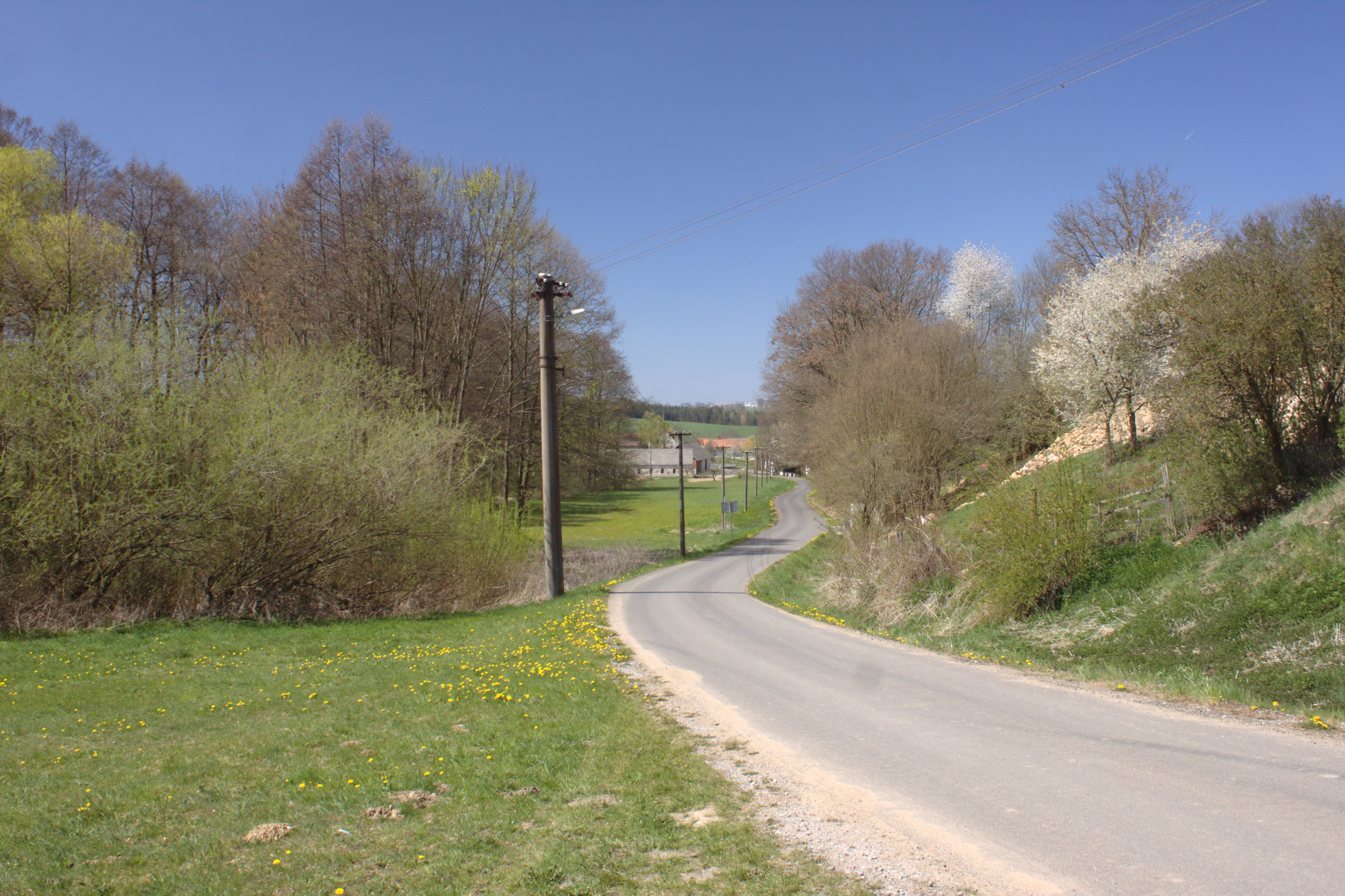
Silnice (jaro 2019)